# Leptocyclopodia analis
Leptocyclopodia analis är en tvåvingeart som beskrevs av Maa 1968. Leptocyclopodia analis ingår i släktet Leptocyclopodia och familjen lusflugor. Inga underarter finns listade i Catalogue of Life.